# نجد ال يحى (الرياشية)

تعديل مصدري - تعديل

نجد ال يحى هي إحدى قرى عزلة وادي الرياشية بمديرية الرياشية التابعة لمحافظة البيضاء، بلغ تعداد سكانها 483 نسمة حسب تعداد اليمن لعام 2004.